# Forest Whitaker

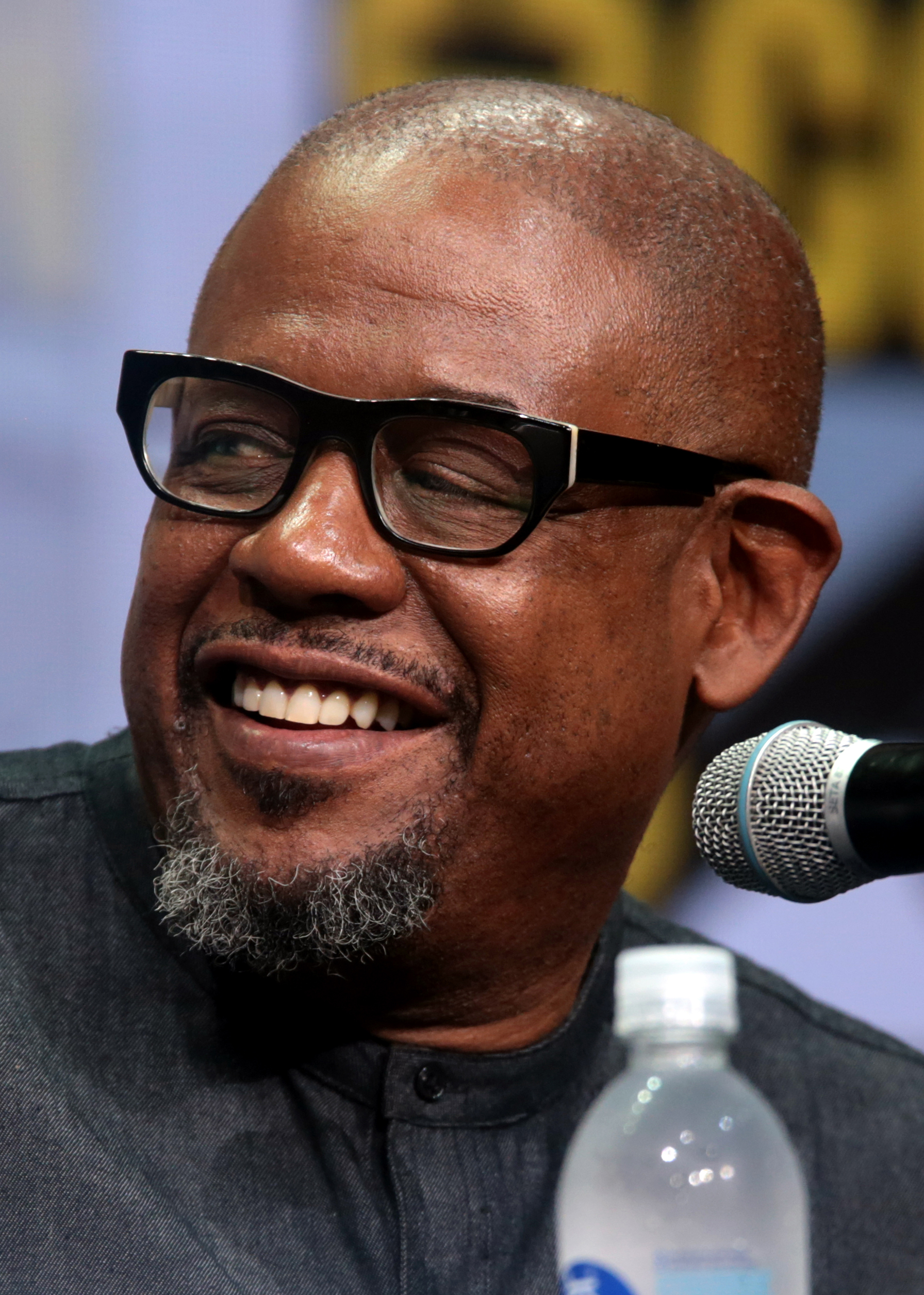
Forest Whitaker auf der San Diego Comic-Con International (2017)

Forest Steven Whitaker (* 15. Juli 1961 in Longview, Texas) ist ein US-amerikanischer Schauspieler, Filmproduzent und Regisseur. Neben zahlreichen anderen Auszeichnungen erhielt er 2007 für seine Rolle als Idi Amin im Spielfilm Der letzte König von Schottland den Oscar für die beste Hauptrolle.

## Leben und Karriere
In seiner Jugend erhielt Whitaker ein Football-Stipendium, wechselte dann aber an die University of Southern California in Los Angeles, wo er erfolgreich Musik studierte und später auf der University of California in Berkeley mit der Schauspielerei in Berührung kam. Sein herabhängendes linkes Augenlid (Ptosis) wurde schnell zu seinem Markenzeichen. 1982 feierte Whitaker sein Debüt im US-amerikanischen Kino mit einem kleinen Auftritt in Nick Castles Thriller T.A.G. – Das Killerspiel und dem Part eines Footballspielers in Amy Heckerlings High-School-Komödie Ich glaub’, ich steh’ im Wald, die Sean Penn als Karrieresprungbrett dienen sollte. In den folgenden Jahren war Whitaker mit Nebenrollen in preisgekrönten Filmen wie Oliver Stones Vietnamkriegsdrama Platoon (1986), Martin Scorseses Die Farbe des Geldes (1986) und Barry Levinsons Tragikomödie Good Morning, Vietnam präsent. In Good Morning, Vietnam spielte er bereits eine wichtige Nebenrolle.
Seine erste viel beachtete Hauptrolle war 1988 die des legendären Saxophonisten Charlie Parker in Clint Eastwoods Filmbiografie Bird, für die Whitaker den Darstellerpreis in Cannes und eine Nominierung für den Golden Globe als bester Drama-Darsteller erhielt. In die Riege der führenden Charakterdarsteller rückte er jedoch trotz dieses Erfolges zunächst nicht auf.
Seine folgenden Engagements waren breit gefächert, darunter Nebenrollen in Neil Jordans Thriller The Crying Game (1992), Robert Altmans Modesatire Prêt-à-Porter oder der Independent-Film Smoke, aber auch Engagements in Action- und Science-Fiction-Filmen wie Bloodsport (1988), Explosiv – Blown Away (1994) oder Species (1995). Seiner von der Kritik hochgelobten Hauptrolle in Jim Jarmuschs Ghost Dog – Der Weg des Samurai (1999) folgte ein Part in Battlefield Earth – Kampf um die Erde (2000), der Verfilmung eines Science-Fiction-Romans des Scientology-Gründers L. Ron Hubbard, die von der Kritik verrissen wurde und als Tiefpunkt seiner Karriere gilt.
Nach zwei erfolgreichen Rollen in Thrillern erhielt Whitaker dann seine bisher wichtigste Rolle als ugandischer Diktator Idi Amin in Kevin Macdonalds Spielfilmdebüt Der letzte König von Schottland – In den Fängen der Macht. Diese Rolle brachte Whitaker 2007 den Oscar und zahlreiche renommierte Filmpreise ein. Knapp zwei Monate nach seinem Oscar-Gewinn erhielt er einen Stern auf dem Hollywood Walk of Fame. In den darauffolgenden Jahren sah man Whitaker erneut in unterschiedlichsten Genres, darunter Denzel Washingtons Filmdrama The Great Debaters, David Ayers Polizeithriller Street Kings und der Science-Fiction-Film Repo Men.
Neben Produktionen für das Kino ist Whitaker auch regelmäßig in Fernsehserien zu sehen. So absolvierte er viele Gastauftritte in Serien wie Emergency Room, Polizeirevier Hill Street und Trapper John, M.D. Sein Fernsehfilm Von Tür zu Tür (2002) wurde mit einem Emmy ausgezeichnet. In The Twilight Zone übernahm er die Rolle des Moderators und Erzählers. 2011 war er eine Staffel lang in einer Hauptrolle der Serie Criminal Minds: Team Red zu sehen. Tobias Meister hat sich als seine deutsche Synchronstimme etabliert.
Im August 2015 wurde bekannt, dass Whitaker in Rogue One: A Star Wars Story, dem ersten Star-Wars-Spin-off, als Saw Gerrera eine Hauptrolle übernehmen wird. Der Film wurde im Dezember 2016 veröffentlicht. Diese Rolle sprach bzw. verkörperte er ebenfalls in Star Wars Rebels (2017), Star Wars Jedi: Fallen Order (2019) und Andor (2022–2025).
2018 spielte Whitaker in der Marvel Verfilmung Black Panther die Rolle des Zuri.

## Familie
Ein DNA-Test ergab, dass Whitakers Mutter von den Akan abstammt, während die Vorfahren seines Vaters Igbo waren. Forest Whitaker heiratete 1996 die knapp elf Jahre jüngere Schauspielerin Keisha Simone Nash, die seinen Namen annahm. Ende 2018 reichte Forest Whitaker die Scheidung ein. Keisha Nash verstarb im Dezember 2023 an den Folgen von Anorexia nervosa. Aus der Ehe stammen zwei Töchter. Aus einer früheren Beziehung hat er bereits einen Sohn. Außerdem ist er der Stiefvater von Keishas Tochter. Zudem hat er zwei jüngere Brüder, Kenn und Damon Whitaker, die ebenfalls als Schauspieler tätig sind, sowie eine Schwester.

## Filmografie (Auswahl)

### Als Schauspieler
- 1982: Ich glaub’, ich steh’ im Wald (Fast Times at Ridgemont High)
- 1983: Cagney & Lacey (Fernsehserie, Folge 2x12)
- 1985: Ein Colt für alle Fälle (The Fall Guy, Fernsehserie, Folge 4x20)
- 1985–1986: Fackeln im Sturm (North And South, Miniserie)
- 1985: Crazy for You (Vision Quest)
- 1986: Platoon
- 1986: Die Farbe des Geldes (The Color of Money)
- 1987: Die Nacht hat viele Augen (Stakeout)
- 1987: Good Morning, Vietnam
- 1988: Bird
- 1988: Bloodsport
- 1989: Johnny Handsome – Der schöne Johnny (Johnny Handsome)
- 1990: Downtown
- 1990: Criminal Justice
- 1991: A Rage in Harlem
- 1991: Keiner kommt hier lebend raus (Diary of a Hitman)
- 1992: The Crying Game
- 1992: No Surrender – Schrei nach Gerechtigkeit (Article 99)
- 1992: Consenting Adults
- 1993: Last Light
- 1993: Bank Robber
- 1993: Body Snatchers – Angriff der Körperfresser (Body Snatchers)
- 1994: Explosiv – Blown Away (Blown Away)
- 1994: Prêt-à-Porter
- 1994: The Enemy Within – Der Feind in den eigenen Reihen (The Enemy Within, Fernsehfilm)
- 1994: Jason’s Lyric
- 1995: Smoke
- 1995: Species
- 1996: Phenomenon – Das Unmögliche wird wahr (Phenomenon)
- 1998: Body Count – Flucht nach Miami (Body Count)
- 1999: Ghost Dog – Der Weg des Samurai (Ghost Dog: The Way of the Samurai)
- 1999: Light It Up
- 1999: Zeugenschutzprogramm (Witness Protection, Fernsehfilm)
- 2000: Battlefield Earth – Kampf um die Erde (Battlefield Earth: A Saga of the Year 3000)
- 2000: Four Dogs Playing Poker
- 2001: Green Dragon
- 2001: Der vierte Engel (The Fourth Angel)
- 2001: The Hire: The Follow
- 2002: Nicht auflegen! (Phone Booth)
- 2002: Panic Room
- 2002–2003: Twilight Zone (Fernsehserie, 44 Folgen)
- 2005: American Gun
- 2005: Mary
- 2005: A Little Trip to Heaven
- 2006: Tödlicher Einsatz (Even Money)
- 2006: Der letzte König von Schottland – In den Fängen der Macht (The Last King of Scotland)
- 2006: Everyone’s Hero (Stimme)
- 2006: The Marsh: Der Sumpf (The Marsh)
- 2006–2007: The Shield – Gesetz der Gewalt (The Shield, Fernsehserie, 13 Folgen)
- 2006–2007: Emergency Room – Die Notaufnahme (ER, Fernsehserie, 6 Folgen)
- 2007: The Air I Breathe – Die Macht des Schicksals (The Air I Breathe)
- 2007: The Great Debaters
- 2008: 8 Blickwinkel (Vantage Point)
- 2008: Street Kings
- 2008: Winged Creatures
- 2008: Crips and Bloods (Made in America: Crips and Bloods, Sprecher)
- 2009: Stürmische Zeiten – Gib niemals auf (Hurricane Season)
- 2009: Powder Blue
- 2009: Wo die wilden Kerle wohnen (Where the Wild Things Are, Stimme)
- 2010: Criminal Minds (Fernsehserie, Folge 5x18 The Fight)
- 2010: Our Family Wedding
- 2010: Lullaby for Pi
- 2010: Repo Men
- 2010: The Experiment
- 2011: Criminal Minds: Team Red (Criminal Minds: Suspect Behavior, Fernsehserie, 13 Folgen)
- 2011: Catch .44 – Der ganz große Coup (Catch .44)
- 2012: Freelancers
- 2012: Die dunkle Wahrheit (The Truth)
- 2013: The Last Stand
- 2013: Der Butler (The Butler)
- 2013: Pawn – Wem kannst du vertrauen? (Pawn)
- 2013: Auge um Auge (Out of the Furnace)
- 2013: Zulu
- 2013: Black Nativity
- 2014: La voie de l’ennemi
- 2013: Repentance
- 2014: 96 Hours – Taken 3 (Taken 3)
- 2015: Southpaw
- 2016: Roots (Fernsehserie)
- 2016: Arrival
- 2016: Rogue One: A Star Wars Story
- 2017: Star Wars Rebels (Fernsehserie, 4 Folgen, Stimme)
- 2017–2018: Empire (Fernsehserie, 11 Folgen)
- 2018: Black Panther
- 2018: How It Ends
- 2018: City of Lies
- seit 2019: Godfather of Harlem (Fernsehserie)
- 2020: Jingle Jangle Journey: Abenteuerliche Weihnachten! (Jingle Jangle: A Christmas Journey)
- 2021: Respect
- 2022, 2025: Andor (Fernsehserie)
- 2023: Big George Foreman
- 2025: Havoc

### Als Regisseur
- 1993: Schule der Gewalt (Strapped)
- 1995: Waiting to Exhale – Warten auf Mr. Right (Waiting to Exhale)
- 1998: Eine zweite Chance (Hope Floats)
- 1998: Black Jag
- 2004: First Daughter – Date mit Hindernissen (First Daughter, auch Produzent)

### Als Produzent
- 2013: Nächster Halt: Fruitvale Station (Fruitvale Station)
- 2015: Dope
- 2017: Roxanne Roxanne
- 2021: Seitenwechsel (Passing)

## Auszeichnungen
- 1988: Darstellerpreis bei den Internationalen Filmfestspielen von Cannes 1988 für Bird
- 2001: Nominierung für: Goldene Himbeere für den schlechtesten Nebendarsteller für Battlefield Earth – Kampf um die Erde
- 2004: Twilight Tyler Award für sein Lebenswerk
- 2006/2007 für Der letzte König von Schottland – In den Fängen der Macht:
  - National Board of Review für den besten Hauptdarsteller
  - Los Angeles Film Critics Association für den besten Hauptdarsteller
  - New York Film Critics Circle Award für den besten Hauptdarsteller
  - Satellite Award für den besten Hauptdarsteller
  - Golden Globe Award
  - British Academy Film Award
  - Oscar für den besten Hauptdarsteller
  - BET Award für den besten Hauptdarsteller
  - Black Reel Award für den besten Hauptdarsteller
  - Boston Society of Film Critics Award für den besten Hauptdarsteller
  - Broadcast Film Critics Association Award für den besten Hauptdarsteller
  - Chicago Film Critics Association Award für den besten Hauptdarsteller
  - Dallas-Fort Worth Film Critics Association Award für den besten Hauptdarsteller
  - Florida Film Critics Circle Award für den besten Hauptdarsteller
  - Hollywood Film Award für den besten Hauptdarsteller des Jahres
  - Kansas City Film Critics Circle Award für den besten Hauptdarsteller
  - Las Vegas Film Critics Society Award für den besten Hauptdarsteller
  - London Film Critics Circle Award für den besten Hauptdarsteller
  - Los Angeles Film Critics Association Award für den besten Hauptdarsteller
  - NAACP Image Award für den besten Hauptdarsteller in einem Spielfilm
  - National Society of Film Critics Award für den besten Hauptdarsteller
  - Online Film Critics Society Award für den besten Hauptdarsteller
  - Phoenix Film Critics Society Award für den besten Hauptdarsteller
  - Satellite Award für den besten Hauptdarsteller – in einem Spielfilm
  - Screen Actors Guild Award für den besten Hauptdarsteller
  - Southeastern Film Critics Association Award für den besten Hauptdarsteller
  - Vancouver Film Critics Circle Award für den besten Hauptdarsteller
  - Washington D.C. Area Film Critics Association Award für den besten Hauptdarsteller
  - Nominierung für British Independent Film Awards für den besten Hauptdarsteller in einem britischen Independentfilm
  - Nominierung für Toronto Film Critics Association Award für den besten Hauptdarsteller
- 2013 für Der Butler:
  - African-American Film Critics Association Award für den besten Hauptdarsteller
  - NAACP Image Award für den besten Hauptdarsteller – Spielfilm
  - AARP Movies for Grownups Award für den besten Hauptdarsteller
  - AARP Movies for Grownups Award für die beste erwachsene Liebesgeschichte
  - Nominierung für American Black Film Festival für den besten Hauptdarsteller
  - Nominierung für American Black Film Festival für den Künstler des Jahres
  - Nominierung für American Black Film Festival für das beste Ensemble
  - Nominierung für Alliance of Women Film Journalists Award für das beste Ensemble
  - Nominierung für BET Awards für den besten Hauptdarsteller
  - Nominierung für Satellite Award für den besten Hauptdarsteller – Spielfilm
  - Nominierung für Screen Actors Guild Award für den besten Hauptdarsteller
  - Nominierung für Screen Actors Guild Award für das beste Ensemble
- 2021: Ehrenpreis des Deutschen Nachhaltigkeitspreises
- 2022: Goldene Palme – Ehrenpreis[7]